# Panopea
Pour les articles homonymes, voir Panopée.
Panope
Genre
Synonymes
- Glycimeris Lamarck, 1799[1]
- Heteromya Mayer-Eymar, 1884[1]
- Myopsis Agassiz, 1840[1]
- Panopaea (sic)[1]
- Panope Ménard de la Groye, 1807[1]

Panopea est un genre de mollusques bivalves marins dont les espèces sont communément appelées panopes.

## Systématique
Le genre Panopea a été créé en 1807 par le géologue, explorateur et naturaliste français François Jean-Baptiste Ménard de la Groye (d) (1775-1827) ,.
Ce genre a été validé par la Commission internationale de nomenclature zoologique en 1986

## Liste des espèces
Selon World Register of Marine Species (21 novembre 2021) :
- Panopea abbreviata Valenciennes, 1839
- † Panopea abrupta (Conrad, 1849)
- Panopea australis G. B. Sowerby I, 1833
- † Panopea awaterensis H. Woods, 1917
- Panopea bitruncata (Conrad, 1872)
- † Panopea clausa Wilckens, 1910
- † Panopea faujasi Ménard de la Groye, 1807
- Panopea generosa A. A. Gould, 1850 - Panope du pacifique
- Panopea globosa Dall, 1898
- Panopea glycimeris (Born, 1778)
- Panopea japonica A. Adams, 1850
- † Panopea malvernensis H. Woods, 1917
- † Panopea ralphi (Finlay, 1926)
- Panopea smithae Powell, 1950
- † Panopea worthingtoni Hutton, 1873
- Panopea zelandica (Quoy & Gaimard, 1835)

## Publication originale
- Ménard de la Groye, « Sur un nouveau genre de Coquille de la famille des Solénoides », Annales du Muséum d'Histoire Naturelle, Paris, Inconnu, vol. 9,‎ 1807, p. 131-139 (OCLC 1696489, lire en ligne).